# Chiropodomys muroides
Il topo arboricolo dalla coda a pennello dal ventre grigio (Chiropodomys muroides  Medway, 1965) è un roditore della famiglia dei Muridi, endemico del Borneo.

## Descrizione
Roditore di piccole dimensioni, con la lunghezza della testa e del corpo tra 66 e 88 mm, la lunghezza della coda tra 85 e 91 mm, la lunghezza del piede tra 15 e 17 mm e la lunghezza delle orecchie tra 14 e 19 mm.

Le parti superiori sono bruno-giallastro brillante. Le parti ventrali sono grigio scuro. Le parti dorsali delle zampe sono bianche. I piedi sono attraversati da una striscia trasversale scura. La coda è più lunga della testa e del corpo ed è uniformemente scura con un ciuffo terminale di lunghi peli.

## Biologia

### Comportamento
È una specie arboricola.

## Distribuzione e habitat
Questa specie è diffusa nel Borneo settentrionale.
Vive nelle foreste tropicali montane fino a 1.220 metri di altitudine

## Conservazione
La IUCN Red List, considerata la mancanza di informazioni sull'estensione del proprio areale e sullo stato della popolazione, classifica M.muroides come specie con dati insufficienti (DD).